# 加茂村 (鳥取県)
加茂村（かもそん）は、鳥取県西伯郡にあった村。現在の米子市の一部にあたる。

## 地理
弓ヶ浜半島の基部に位置し、北は美保湾に面していた。
- 河川：米川[2]、大沢川[2]、堀川[3]

## 歴史
- 1889年（明治22年）10月1日、町村制の施行により、会見郡両三柳村、河崎村が合併して村制施行し、加茂村が発足[1][2]。旧村名を継承した両三柳、河崎の2大字を編成[2]。
- 1896年（明治29年）4月1日、郡の統合により西伯郡に所属[2]。
- 1938年（昭和13年）3月17日、米子市に編入され廃止[1][2]。編入後、米子市大字両三柳・河崎となる[2]。

### 地名の由来
地内の山城国加茂神社から勧請した荒神社によるものか。

## 産業
- 農業[4]

## 交通

### 飛行場
- 1936年（昭和11年）大字両三柳に民間飛行場・米子飛行場完成し、日満定期航路の中継基地となる[3]。（現陸上自衛隊米子駐屯地など）

## 教育
- 1873年（明治6年）三柳小学校開校[3]。1883年（明治16年）両三柳・米原・西福原・安倍・上後藤の5か村で三柳小学校を設置[3]。1887年（明治20年）三柳尋常小学校に改称[3]。1892年（明治25年）河崎小学校を統合し村立加茂尋常小学校に改称[3]。1895年（明治28年）校舎新築[3]。1900年（明治33年）公立加茂尋常小学校となり1901年（明治34年）校舎増築[3]。1907年（明治40年）高等科を併置したが翌年に廃止[3]。1933年（昭和8年）校舎新築[3]。1934年（昭和9年）女子高等科併置[3]。